# Wilbur Harden
Wilbur Harden (né le 31 décembre 1924 à Birmingham (Alabama) et mort en juin 1969) était un trompettiste de jazz. Il jouait également du bugle.

## Biographie
En 1950, Wilbur Harden jouait du rhythm and blues avec Roy Brown et Ivory Joe Hunter avant de faire l'armée dans l'US-Navy. Au milieu des années 1950, il a joué à Détroit dans l'orchestre de Yusef Lateef avec qui il a enregistré plusieurs fois sur le label Savoy Records. En 1957, il a quitté Lateef pour la scène hard bop de New York. En 1958, il a enregistré sur trois sessions avec John Coltrane chez Rudy Van Gelder des morceaux emblématiques du hard bop comme Wells Fargo, Count Down, Tanganjika Strut, Gold Coast. La session Count Down du 11 mars, la session Gold Coast du 13 juin Dial Africa du 24 juin 1958 sont des étapes importantes de la carrière de Coltrane. Dans les peu nombreuses sessions enregistrées ensuite pour Atlantic Records, Wilbur Harden joue dans un style doux et lisse qui évoque fortement Miles Davis mais aussi le blues. Harden a aussi alors été comparé à Kenny Dorham, Art Farmer ou Donald Byrd. Comme sideman Harden figure aussi sur les enregistrements Prestige du 11 juillet 1958 qui seront publiés sous le titre Bahia et Stardust de Coltrane.

## Discographie
Comme leader
- The King And I (Savoy Records, 1958)

Avec John Coltrane
- Gold Coast (Savoy, 1958)
- Tanganijka Strut (Savoy, 1958)
- Stardust (Prestige, 1958)
- Mainstream `58 (Savoy, 1958)
- Dial Afrika (Savoy, 1958)
- Standard Coltrane (Prestige, 1958)
- Bahia (Prestige, 1958)

Avec Curtis Fuller
- Images Of Curtis Fuller (Savoy, 1960)

Avec Yusef Lateef
- Jazz And The Sounds Of Nature (Savoy)
- Gong!
- Prayer To The East (Savoy)
- The Sounds Of Yusef (Prestige)
- Other Sounds (New Jazz)